# Liga Conferência Europa da UEFA de 2022–23 – Fase Final
A Fase Final da Liga Conferência Europa da UEFA de 2022–23 foi disputada entre os dias 16 de fevereiro, data do início dos play-offs, e 7 de junho de 2023, dia da final que será disputada na Fortuna Arena, em Praga, República Tcheca. Um total de 24 equipes participarão nesta fase.
Os fusos horários das partidas serão CET/CEST, conforme listado pela UEFA.

## Equipes classificadas
A fase final será disputada por 24 equipes: as 16 que se classificaram como líderes ou vice-líderes de cada um dos oito grupos da fase de grupos da competição, e as 8 que se classificaram como terceiro-colocados da fase de grupos da Liga Europa. 
| Chave de cores                             |
| ------------------------------------------ |
| Classificado às oitavas de final           |
| Classificado aos play-offs para fase final |

### Fase de grupos da Liga Conferência Europa
| Grupo | Líderes de grupo    | Vice-líderes de grupo |
| ----- | ------------------- | --------------------- |
| A     | İstanbul Başakşehir | Fiorentina            |
| B     | West Ham            | Anderlecht            |
| C     | Villarreal          | Lech Poznań           |
| D     | Nice                | Partizan              |
| E     | AZ Alkmaar          | Dnipro-1              |
| F     | Djurgårdens IF      | Gent                  |
| G     | Sivasspor           | Cluj                  |
| H     | Slovan Bratislava   | Basel                 |

### Fase de grupos da Liga Europa
| Grupo | Terceiro-colocados de grupo |
| ----- | --------------------------- |
| A     | FK Bodø/Glimt               |
| B     | AEK Larnaca                 |
| C     | Ludogorets                  |
| D     | Braga                       |
| E     | Sheriff Tiraspol            |
| F     | Lazio                       |
| G     | Qarabağ                     |
| H     | Trabzonspor                 |

## Formato
Todos os confrontos da fase final, exceto a final, serão disputados em jogos de ida e volta. A equipe que marcar mais gols no placar agregado das duas partidas avançará para a fase seguinte. Caso o resultado no agregado seja igual para as duas equipes, será disputada uma prorrogação de 30 minutos (não haverá critério de gol fora de casa). Se o placar agregado continuar empatado após a prorrogação, o vencedor da partida será decidido nos pênaltis. Na final, que será disputada em partida única, caso o resultado seja igual para as duas equipes ao fim do tempo regulamentar, será disputada uma prorrogação e, caso seja necessário, uma disputa de pênaltis.
O formato do sorteio para cada parte da fase final é:
- No sorteio dos play-offs para fase final, os oito 2º colocados da Liga Conferência Europa serão designados como "Cabeça de chave", enquanto os oito 3º colocados da Liga Europa serão designados como "Não cabeça de chave". As equipes cabeça de chave sorteadas serão as mandantes das partidas de volta. Equipes da mesma associação não podem ser sorteadas para se enfrentar.

- No sorteio das oitavas de final, os oito 1º colocados da Liga Conferência Europa serão designados como "Cabeça de chave", enquanto os oito vencedores dos play-offs para a fase final serão designados como "Não cabeça de chave". As equipes cabeça de chave sorteadas serão as mandantes das partidas de volta. Equipes da mesma associação não podem ser sorteadas para se enfrentar.

- No sorteio das quartas de final e semifinal, não há cabeças de chave e equipes da mesma associação podem ser sorteadas para se enfrentar. Como o sorteio das quartas de final e da semifinal serão realizados juntos antes das partidas das quartas de final serem disputadas, as equipes vencedoras das quartas ainda não serão conhecidas no sorteio da semifinal. Também será realizado um sorteio para definir qual semifinal em que o vencedor será considerado a "equipe mandante" da final (apenas por motivos administrativos, já que a final será disputada em local neutro).

## Calendário
Todos os sorteios serão realizados na sede da UEFA em Nyon, na Suíça.
| Fase       | Rodada           | Data do sorteio         | Partida de ida                             | Partida de volta                           |
| ---------- | ---------------- | ----------------------- | ------------------------------------------ | ------------------------------------------ |
| Fase final | Play-offs        | 7 de novembro de 2022   | 16 de fevereiro de 2023                    | 23 de fevereiro de 2023                    |
| Fase final | Oitavas de final | 24 de fevereiro de 2023 | 9 de março de 2023                         | 16 de março de 2023                        |
| Fase final | Quartas de final | 17 de março de 2023     | 13 de abril de 2023                        | 20 de abril de 2023                        |
| Fase final | Semi-final       | 17 de março de 2023     | 11 de maio de 2023                         | 18 de maio de 2023                         |
| Fase final | Final            | 17 de março de 2023     | 7 de junho de 2023 na Fortuna Arena, Praga | 7 de junho de 2023 na Fortuna Arena, Praga |

## Play-offs da fase final
O sorteio ocorreu no dia 7 de novembro de 2022, às 14:00 CET. As partidas de ida serão realizadas no dia 16 de fevereiro e as partidas de volta no dia 23 de fevereiro de 2023.

| Equipe 1           | Total       | Equipe 2    | 1.º jogo | 2.º jogo |
| ------------------ | ----------- | ----------- | -------- | -------- |
| Qarabağ            | 1–1 (3–5 p) | Gent        | 1–0      | 0–1      |
| Trabzonspor        | 1–2         | Basel       | 1–0      | 0–2      |
| Lazio              | 1–0         | Cluj        | 1–0      | 0–0      |
| FK Bodø/Glimt      | 0–1         | Lech Poznań | 0–0      | 0–1      |
| Braga              | 2–7         | Fiorentina  | 0–4      | 2–3      |
| AEK Larnaca        | 1–0         | Dnipro-1    | 1–0      | 0–0      |
| Sheriff Tiraspol   | 3–2         | Partizan    | 0–1      | 3–1      |
| Ludogorets Razgrad | 2–2 (0–3 p) | Anderlecht  | 1–0      | 1–2      |

### Partidas
| 16 de fevereiro de 2023 | Qarabağ             | 1 – 0     | Gent | Estádio Republicano Tofiq Bahramov, Baku       |
| 18:45                   | Leandro Andrade 78' | Relatório |      | Público: 25 452 Árbitro: SWE Mohammed Al-Hakim |

| 23 de fevereiro de 2023 | Gent      | 1 – 0     | Qarabağ | Ghelamco Arena, Gante                      |
| 21:00                   | Orban 74' | Relatório |         | Público: 11 724 Árbitro: SCO Willie Collum |

|                                        |       | Penalidades                      |  |
| De Sart Cuypers Orban Marreh Van Daele | 5 – 3 | Richard Diakhaby Bayramov Benzia |  |

1–1 no agregado. Gent venceu por 5–3 nos penâltis.
| 16 de fevereiro de 2023 | Trabzonspor        | 1 – 0     | Basel | Estádio Şenol Güneş, Trabzon                |
| 18:45                   | Stryger Larsen 65' | Relatório |       | Público: 26 184 Árbitro: LTU Donatas Rumšas |

| 23 de fevereiro de 2023 | Basel                    | 2 – 0     | Trabzonspor | St. Jakob-Park, Basileia                         |
| 21:00                   | Amdouni 13' · Zeqiri 76' | Relatório |             | Público: 24 428 Árbitro: ESP Antonio Mateu Lahoz |

Basel venceu por 2–1 no agregado.
| 16 de fevereiro de 2023 | Lazio          | 1 – 0     | Cluj | Estádio Olímpico de Roma, Roma            |
| 21:00                   | Immobile 45+4' | Relatório |      | Público: 11 690 Árbitro: ENG Craig Pawson |

| 23 de fevereiro de 2023 | Cluj | 0 – 0     | Lazio | Stadionul Dr. Constantin Rădulescu, Cluj-Napoca |
| 18:45                   |      | Relatório |       | Público: 15 955 Árbitro: GER Felix Zwayer       |

Lazio venceu por 1–0 no agregado.
| 16 de fevereiro de 2023 | FK Bodø/Glimt | 0 – 0     | Lech Poznań | Aspmyra Stadion, Bodø                      |
| 18:45                   |               | Relatório |             | Público: 6 925 Árbitro: AUT Harald Lechner |

| 23 de fevereiro de 2023 | Lech Poznań | 1 – 0     | FK Bodø/Glimt | Estádio Municipal de Poznań, Posnânia         |
| 21:00                   | Ishak 63'   | Relatório |               | Público: 34 017 Árbitro: MNE Nikola Dabanović |

Lech Poznań venceu por 1–0 no agregado.
| 16 de fevereiro de 2023 | Braga | 0 – 4     | Fiorentina                         | Estádio Municipal de Braga, Braga      |
| 18:45                   |       | Relatório | Jović 45+1', 60' · Cabral 79', 90' | Público: 13 041 Árbitro: SVN Matej Jug |

| 23 de fevereiro de 2023 | Fiorentina                                 | 3 – 2     | Braga                  | Estádio Artemio Franchi, Florença           |
| 21:00                   | Mandragora 37' · Saponara 58' · Cabral 83' | Relatório | Castro 17' · Djaló 34' | Público: 13 603 Árbitro: FRA Benoît Bastien |

Fiorentina venceu por 7–2 no agregado.
| 16 de fevereiro de 2023 | AEK Larnaca | 1 – 0     | Dnipro-1 | AEK Arena – Georgios Karapatakis, Larnaca |
| 21:00                   | García 84'  | Relatório |          | Público: 4 077 Árbitro: DEN Jakob Kehlet  |

| 23 de fevereiro de 2023 | Dnipro-1 | 0 – 0     | AEK Larnaca | Košická futbalová aréna, Košice              |
| 18:45                   |          | Relatório |             | Público: 3 527 Árbitro: LAT Andris Treimanis |

AEK Larnaca venceu por 1–0 no agregado.
| 16 de fevereiro de 2023 | Sheriff Tiraspol | 0 – 1     | Partizan          | Estádio Zimbru, Chișinău            |
| 21:00                   |                  | Relatório | Ricardo Gomes 45' | Público: 0 Árbitro: GER Harm Osmers |

| 23 de fevereiro de 2023 | Partizan   | 1 – 3     | Sheriff Tiraspol                   | Estádio Partizan, Belgrado                 |
| 18:45                   | Mening 13' | Relatório | Badolo 22' (pen) · Diop 45+1', 47' | Público: 8 575 Árbitro: SWE Andreas Ekberg |

Sheriff Tiraspol venceu por 3–2 no agregado.
| 16 de fevereiro de 2023 | Ludogorets     | 1 – 0     | Anderlecht | Huvepharma Arena, Razgrad                |
| 21:00                   | Ígor Thiago 9' | Relatório |            | Público: 4 417 Árbitro: CRO Duje Strukan |

| 23 de fevereiro de 2023 | Anderlecht                  | 2 – 1     | Ludogorets | Constant Vanden Stock Stadium, Bruxelas     |
| 18:45                   | Russo 13' · Verschaeren 68' | Relatório | Thiago 71' | Público: 15 822 Árbitro: GER Daniel Siebert |

|                                 |       | Penalidades         |  |
| Refaelov Vertonghen Verschaeren | 3 – 0 | Pipa Yankov Naressi |  |

2–2 no agregado. Anderlecht venceu por 3–0 nos penâltis.

## Oitavas de final
O sorteio das oitavas de final ocorreu no dia 24 de fevereiro de 2023, às 13:00 CET. As partidas de ida foram disputadas nos dias 7 e 9 de março, enquanto que as partidas de volta aconteceram nos dias 15 e 16 de março de 2023.

| Equipe 1         | Total       | Equipe 2            | 1.º jogo | 2.º jogo |
| ---------------- | ----------- | ------------------- | -------- | -------- |
| AEK Larnaca      | 0–6         | West Ham            | 0−2      | 0–4      |
| Fiorentina       | 5–1         | Sivasspor           | 1−0      | 4–1      |
| Lazio            | 2–4         | AZ Alkmaar          | 1−2      | 1–2      |
| Lech Poznań      | 5–0         | Djurgårdens IF      | 2−0      | 3–0      |
| Basel            | 4–4 (4–1 p) | Slovan Bratislava   | 2−2      | 2–2      |
| Sheriff Tiraspol | 1–4         | Nice                | 0−1      | 1–3      |
| Anderlecht       | 2–1         | Villarreal          | 1−1      | 1–0      |
| Gent             | 2–5         | İstanbul Başakşehir | 1−1      | 4–1      |

### Partidas
| 9 de março de 2023 | AEK Larnaca | 0 – 2     | West Ham           | AEK Arena – Georgios Karapatakis, Larnaca |
| 19:45 (UTC+2)      |             | Relatório | Antonio 36', 45+2' | Público: 6 654 Árbitro: NOR Espen Eskås   |

| 16 de março de 2023 | West Ham                                   | 4 – 0     | AEK Larnaca | Estádio Olímpico de Londres, Londres        |
| 20:00 (UTC+0)       | Scamacca 21' · Bowen 47', 49' · Mubama 65' | Relatório |             | Público: 40 482 Árbitro: BUL Georgi Kabakov |

West Ham venceu por 6–0 no agregado.
| 9 de março de 2023 | Fiorentina | 1 – 0     | Sivasspor | Estádio Artemio Franchi, Florença        |
| 21:00 (UTC+1)      | Barák 69'  | Relatório |           | Público: 16 255 Árbitro: ALB Enea Jorgji |

| 16 de março de 2023 | Sivasspor     | 1 – 4     | Fiorentina                                                 | Sivas Arena, Sivas                            |
| 20:45 (UTC+3)       | Yeşilyurt 35' | Relatório | Cabral 44' · Milenković 62' · Goutas 78' · Castrovilli 89' | Público: 17 864 Árbitro: MNE Nikola Dabanović |

Fiorentina venceu por 5–1 no agregado.
| 7 de março de 2023 | Lazio     | 1 – 2     | AZ Alkmaar                | Estádio Olímpico de Roma, Roma            |
| 18:45 (UTC+1)      | Pedro 18' | Relatório | Pavlidis 45' · Kerkez 62' | Público: 19 584 Árbitro: SWE Glenn Nyberg |

| 16 de março de 2023 | AZ Alkmaar                  | 2 – 1     | Lazio        | AFAS Stadion, Alkmaar                  |
| 21:00 (UTC+1)       | Karlsson 28' · Pavlidis 62' | Relatório | Anderson 21' | Público: 18 500 Árbitro: SVN Matej Jug |

AZ Alkmaar venceu por 4–2 no agregado.
| 9 de março de 2023 | Lech Poznań                 | 2 – 0     | Djurgårdens IF | Estádio Municipal de Poznań, Posnânia           |
| 21:00 (UTC+1)      | Milić 39' · Marchwiński 82' | Relatório |                | Público: 40 222 Árbitro: FRA Stéphanie Frappart |

| 16 de março de 2023 | Djurgårdens IF | 0 – 3     | Lech Poznań                                        | Tele2 Arena, Estocolmo                    |
| 18:45 (UTC+1)       |                | Relatório | Marchwiński 77' · Kvekveskiri 90+1' · Skóraś 90+2' | Público: 25 115 Árbitro: CRO Duje Strukan |

Lech Poznań venceu por 5–0 no agregado.
| 9 de março de 2023 | Basel                   | 2 – 2     | Slovan Bratislava            | St. Jakob-Park, Basileia                    |
| 21:00 (UTC+1)      | Amdouni 6' · Zeqiri 40' | Relatório | Medveděv 17' · Abubakari 70' | Público: 13 202 Árbitro: SVN Rade Obrenović |

| 16 de março de 2023 | Slovan Bratislava         | 2 – 2     | Basel                         | Tehelné pole, Bratislava                  |
| 20:00 (UTC+0)       | Abubakari 11' · Kucka 17' | Relatório | Calafiori 53' · Amdouni 90+3' | Público: 21 675 Árbitro: DEN Jakob Kehlet |

|                        |       | Penalidades                   |  |
| Kucka Barseghyan Lovat | 1 – 4 | Diouf Amdouni Calafiori Males |  |

4–4 no agregado. Basel venceu por 4–1 nos penâltis.
| 9 de março de 2023 | Sheriff Tiraspol | 0 – 1     | Nice          | Estádio Zimbru, Quixinau                   |
| 18:45 (UTC+2)      |                  | Relatório | Amraoui 45+3' | Público: 5 326 Árbitro: AZE Aliyar Aghayev |

| 16 de março de 2023 | Nice                                  | 3 – 1     | Sheriff Tiraspol | Allianz Riviera, Nice                        |
| 21:00 (UTC+1)       | Laborde 30' · Moffi 53' · Brahimi 79' | Relatório | Tapsoba 54'      | Público: 23 070 Árbitro: BEL Lawrence Visser |

Nice venceu por 4–1 no agregado.
| 9 de março de 2023 | Anderlecht | 1 – 1     | Villarreal    | Constant Vanden Stock Stadium, Bruxelas         |
| 18:45 (UTC+1)      | Dreyer 57' | Relatório | Trigueros 28' | Público: 15 265 Árbitro: POL Bartosz Frankowski |

| 16 de março de 2023 | Villarreal | 0 – 1     | Anderlecht  | Estádio de La Cerámica, Vila-real           |
| 21:00 (UTC+1)       |            | Relatório | Slimani 73' | Público: 16 212 Árbitro: ITA Marco Di Bello |

Anderlecht venceu por 2–1 no agregado.
| 9 de março de 2023 | Gent      | 1 – 1     | İstanbul Başakşehir | Ghelamco Arena, Gante                      |
| 21:00 (UTC+1)      | Orban 35' | Relatório | Okaka 16'           | Público: 11 334 Árbitro: EST Kristo Tohver |

| 15 de março de 2023 | İstanbul Başakşehir | 1 – 4     | Gent                              | Estádio Fatih Terim de Başakşehir, Istambul |
| 20:00 (UTC+3)       | Adnan Januzaj 88'   | Relatório | Orban 31', 32', 34' · Cuypers 37' | Público: 8 216 Árbitro: FRA Benoît Bastien  |

Gent venceu por 5–2 no agregado.

## Quartas de Final
| Equipe 1    | Total       | Equipe 2   | 1.º jogo | 2.º jogo  |
| ----------- | ----------- | ---------- | -------- | --------- |
| Lech Poznań | 4−6         | Fiorentina | 1−4      | 3–2       |
| West Ham    | 5–2         | Gent       | 1−1      | 4–1       |
| Basel       | 4–3         | Nice       | 2−2      | 2–1 (pro) |
| Anderlecht  | 2−2 (1−4 p) | AZ Alkmaar | 2−0      | 0–2       |

### Partidas
| 13 de abril de 2023 | Lech Poznań | 1 – 4     | Fiorentina                                             | Estádio Municipal de Poznań, Posnânia     |
| 21:00 (UTC+2)       | Velde 20'   | Relatório | Cabral 4' · González 41' · Bonaventura 58' · Ikoné 63' | Público: 41 609 Árbitro: BIH Irfan Peljto |

| 20 de abril de 2023 | Fiorentina                   | 2 – 3     | Lech Poznań                                | Estádio Artemio Franchi, Florença           |
| 18:45 (UTC+2)       | Sottil 78' · Castrovilli 92' | Relatório | Afonso Sousa 09' · Velde 65' · Sobiech 69' | Público: 23 110 Árbitro: SLO Rade Obrenovic |

Fiorentina venceu por 6–4 no agregado.
| 13 de abril de 2023 | Gent        | 1 – 1     | West Ham   | Ghelamco Arena, Gante                                |
| 18:45 (UTC+2)       | Cuypers 56' | Relatório | Ings 45+3' | Público: 19 037 Árbitro: GRE Anastasios Sidiropoulos |

| 20 de abril de 2023 | West Ham                                  | 4 – 1     | Gent        | Estádio Olímpico de Londres, Londres       |
| 20:00 (UTC+1)       | Antonio 37', 63' · Paquetá 55' · Rice 58' | Relatório | Cuypers 26' | Público: 53 475 Árbitro: ISR Orel Grinfeld |

West Ham venceu por 5–2 no agregado.
| 13 de abril de 2023 | Basel             | 2 – 2     | Nice             | St. Jakob-Park, Basileia                  |
| 21:00 (UTC+2)       | Amdouni 28' (pen) | Relatório | Moffi 38', 45+1' | Público: 21 277 Árbitro: SWE Glenn Nyberg |

| 20 de abril de 2023 | Nice        | 1 – 2     | Basel                          | Allianz Riviera, Nice                         |
| 21:00 (UTC+2)       | Laborde 10' | Relatório | Augustin 86' · Adams 98' (pro) | Público: 29 716 Árbitro: HOL Serdar Gozubuyuk |

Basei venceu por 4–3 no agregado.
| 13 de abril de 2023 | Anderlecht                 | 2 – 0     | AZ Alkmaar | Constant Vanden Stock Stadium, Bruxelas     |
| 21:00 (UTC+2)       | Murillo 22' · Ashimeru 70' | Relatório |            | Público: 18 157 Árbitro: GER Daniel Siebert |

| 20 de abril de 2023 | AZ Alkmaar        | 2 – 0     | Anderlecht | AFAS Stadion, Alkmaar                     |
| 18:45 (UTC+2)       | Pavlidis 05', 14' | Relatório |            | Público: 19 500 Árbitro: ITA Davide Massa |

|                                                                |       | Penalidades                                |  |
| Jordy Clasie Yukinari Sugawara Tijjani Reijnders Mexx Meerdink | 4 − 1 | Jan Vertonghen Marco Kana Killian Sardella |  |

2–2 no agregado. AZ Alkmaar venceu por 4–1 nos penâltis.

## Semifinais
| Equipe 1   | Total | Equipe 2   | 1.º jogo | 2.º jogo  |
| ---------- | ----- | ---------- | -------- | --------- |
| West Ham   | 3–1   | AZ Alkmaar | 2–1      | 1–0       |
| Fiorentina | 4−3   | Basel      | 1–2      | 3–1 (pro) |

### Partidas
| 11 de maio de 2023 | West Ham                       | 2 – 1     | AZ Alkmaar    | Estádio Olímpico de Londres, Londres          |
| 20:00 (UTC+1)      | Benrahma 67' · Antonio 75' (p) | Relatório | Reijnders 41' | Público: 59 412 Árbitro: TUR Halil Umut Meler |

| 18 de maio de 2023 | AZ Alkmaar | 0 – 1     | West Ham            | AFAS Stadion, Alkmaar                      |
| 21:00 (UTC+2)      |            | Relatório | Pablo Fornals 90+4' | Público: 19 000 Árbitro: SVK Ivan Kružliak |

West Ham venceu por 3–1 no agregado.
| 11 de maio de 2023 | Fiorentina        | 1 – 2     | Basel                     | Estádio Artemio Franchi, Florença              |
| 21:00 (UTC+2)      | Arthur Cabral 25' | Relatório | Diouf 71' · Amdouni 90+2' | Público: 34 276 Árbitro: FRA François Letexier |

| 18 de maio de 2023 | Basel       | 1 – 3 (pro) | Fiorentina                       | St. Jakob-Park, Basileia                                 |
| 21:00 (UTC+2)      | Amdouni 55' | Relatório   | González 35', 72' · Barák 120+9' | Público: 36 000 Árbitro: ESP José María Sánchez Martínez |

Fiorentina venceu por 4–3 no agregado.

## Final
A final foi disputada em 7 de junho de 2023 no Estádio Sinobo, em Praga . Foi realizado um sorteio a 17 de março de 2023, após os sorteios dos quartos-de-final e das meias-finais, para determinar a equipa "da casa" para efeitos administrativos. 
| 7 de junho de 2023 | Fiorentina      | 1 – 2 | West Ham                       | Estádio Sinobo, Praga                                |
| 21:00 (UTC+2)      | Bonaventura 67' |       | Benrahma 62' (pen) · Bowen 90' | Público: 17 363 Árbitro: ESP Carlos del Cerro Grande |